# Lord komisar Admiralitete
Lord komisar Admiralitete (angleško Commissioners for Exercising the Office of Lord High Admiral of the United Kingdom of Great Britain and Northern Ireland &c.) je bil naziv članov Uprave Admiralitete, ki so bili imenovani samo takrat, ko ni bil imenovan Lord visoki admiral. 

## Zgodovina
Položaj Lorda visokega admirala je bil ustanovljen okoli leta 1400; postal je dejanski poveljnik Kraljeve vojne mornarice. 
Sama Admiraliteta je bila ustanovljena leta 1708, medtem ko sta bila Pomorski odbor ustanovljena že leta 1832 in Uprava Admiralitete leta 1628. 
Do leta 1679 je tako bilo imenovanih med 12 do 16 lordov komisarjev (ki niso bili plačani) iz Zasebnega sveta vladarja, tega leta pa so število znižali na sedem (položaj je bil zdaj plačan in niso bili več izbrani samo iz zasebnega sveta). 
Vojaški lordi so dobili naziv Pomorskega oz. Morskega lorda, medtem ko so civilni lordi imeli naziv Civilnega lorda; večina lordov komisarjev je prihajala iz vrst Kraljeve vojne mornarice. 
Leta 1964 je bila reorganizirana Kraljeva vojna mornarica, s čimer je formalni nadzor nad vojno mornarico prevzela Admiralitetna uprava Obrambnega sveta Združeneg kraljestva, medtem ko je dnevno delovanje prevzela Pomorska uprava Združenega kraljestva.

## Organizacija
1941
- Prvi morski lord in načelnik pomorskega štaba

- Vicenačelnik pomorskega štaba (za obveščevalno, operativno in navigacijsko dejavnost)

- Drugi morski lord in načelnik pomorskega osebja
- Tretji morski lord in nadzornik vojne mornarice

- Vice- in namestniki kontrolorja

- Kontrolor gradnje in popravila trgovskih ladij
- Četrti morski lord in načelnik pomorskih oskrb
- Peti morski lord in načelnik zračno-letalskih služb
- Civilni lord in civilni glavni inženir
- Parlamentarni sekretar za pogodbe in nabavo
- Stalni sekretar